# The Forgotten Latchkey
The Forgotten Latchkey er en amerikansk stumfilm fra 1913 af Ralph Ince.

## Medvirkende
- Harry T. Morey som Mr. Burton.
- Anita Stewart som Mrs. Burton.
- Florence Ashbrooke som Maggie.
- George Randolph.
- Edith Storey.